# 탈러흙파는쥐
탈러흙파는쥐 또는 탈러주머니고퍼(Orthogeomys thaeleri)는 흙파는쥐과에 속하는 설치류의 일종이다. 콜롬비아의 토착종이다. 다리엔흙파는쥐의 아종으로 간주하기도 한다.